# Nazionale maschile di calcio a 5 delle Isole Salomone
La nazionale maschile di calcio a 5 delle Isole Salomone è, in senso generale, una qualsiasi delle selezioni nazionali di calcio a 5 della Federazione calcistica delle Isole Salomone che rappresentano le Isole Salomone nelle varie competizioni ufficiali o amichevoli riservate a squadre nazionali maschili. Ha vinto il torneo continentale per 6 volte, 4 dal 2008 al 2011 e 2 nel 2016 e 2019.

## I primi campionati continentali
La storia delle Isole Salomone nelle competizioni ufficiali per nazionali inizia il 25 luglio 2004 a Canberra dove la nazionale salomoniana è sconfitta 9-0 dall'Australia campione in carica. Il giorno dopo le Isole Salomone ottengono la prima e unica vittoria nella competizione, che è anche la prima in competizioni internazionali: battendo le Isole Samoa per 6-3, la rassegna continentale termina con un penultimo posto proprio davanti alle Isole Samoa.
Quattro anni più tardi le Isole Salomone si ripresentano ai nastri di partenza con una esperienza maggiore alle spalle e nella partita inaugurale battono sorprendentemente la Nuova Zelanda vicecampione in carica per 5-1, dopo la vittoria su Nuova Caledonia e Figi, la squadra allenata da Victor Wai'Ia viene sconfitta sonoramente da Vanuatu per 5-1, ma le due finali vittorie per 4-2 su Tahiti e Tuvalu, consentono di sopravanzare proprio Tahiti e Vanuatu, completando la rassegna continentale con il miglior attacco: 41 reti in sei gare.
La nazionale di calcio a 5 raggiunge così una storica vittoria, la prima tra gli sport di squadra, che migliora il risultato della selezione calcistica, finalista nella Coppa delle nazioni oceaniane 2004.

## Coppa del Mondo 2008
Nel successivo campionato del mondo, in Brasile, la simpatia per la squadra oceaniana non fa il paio con le prestazioni, seppur onorevoli: alla peggior difesa del torneo però aggiungono le sei reti segnate, che la pongono davanti a Stati Uniti e Cina, appaiati all'Uruguay.
Nel 2009, guidati da Dickson Kadau, hanno bissato il titolo dell'anno precedente con una evidente dimostrazione di forza: la vittoria in finale sulle Figi per 8-1 conclude un torneo in cui i salomonesi hanno segnato 33 reti in 4 partite, subendone sette, miglior attacco e miglior difesa della manifestazione.
A coronamento di questa crescita nelle prestazioni, il 9 ottobre 2009 le Isole Salomone hanno ottenuto il loro primo punto in manifestazioni intercontinentali, pareggiando 6-6 la loro terza gara della Futsal Confederations Cup in Libia contro i campioni CONCACAF del Guatemala.

## Risultati nelle competizioni internazionali

### Coppa del Mondo
- 1989 - non presente
- 1992 - non presente
- 1996 - non presente
- 2000 - non presente
- 2004 - non qualificata
- 2008 - Primo turno
- 2012 - Primo turno

### Coppa delle nazioni oceaniane
- 1992 - non presente
- 1996 - non presente
- 1999 - non presente
- 2004 - Quinto posto
- 2008 - Campione d'Oceania
- 2009 - Campione d'Oceania
- 2010 - Campione d'Oceania
- 2011 - Campione d'Oceania
- 2019 - Campione d'Oceania